# Johannes Frischauf
Johannes Frischauf (parfois Johannes von Frischauf), né le 17 septembre 1837 à Vienne, et mort à Graz le 7 janvier 1924, est un alpiniste, astronome, cartographe et mathématicien autrichien.
Docteur ès mathématiques et professeur habilité à l'université de Vienne puis à l'université de Graz, il est l'auteur de maintes publications scientifiques entre 1864 et 1919, et aussi d'un ouvrage consacré aux Alpes kamniques : Die Sannthaler Alpen (Vienne, 1877).
Frischauf est un des pionniers de l'histoire de l'alpinisme dans les Alpes kamniques. Découvreur enthousiaste, il s'attèle aussi à la tâche de l'aménagement de la route suivant le cours supérieur de la Savinja, notamment le tronçon menant au col de Pavlič. Il s'engage, ainsi que financièrement, à l'installation de certaines voies de type via ferrata qui sont devenues des classiques de la randonnée alpine, par exemple l'accès nord-est du Grintovec, le point culminant du massif. Il s'emploie à la construction de refuges et celui placé à Okrešelj et qui surplombe la vallée de Logarska dolina gardera son nom : Frischaufov dom.
En 1874, il fera la première des Rinke et ouvre l'itinéraire nord-est au Grintovec. En 1875, il ouvre Dolgi Hrbet et répète les ascensions du Kokrska Kočna et du Skuta. En 1876 : Jezerska Kočna et la première du Kalški greben. En 1877, il répète le Brana et fait la première de Mrzla gora qui était alors le « dernier grand problème » du massif.
À une époque où le nationalisme faisait rage, et au point d'y perdre sa chaire universitaire, il sut rester fidèle à son amitié pour la population des montagnes qu'il participait à découvrir.

## Sources
- (de) Robert Tichy, Johannes Wallner, Johannes Frischauf - eine schillernde Persönlichkeit in Mathematik und Alpinismus, In: Internat. Math. Nachrichten, no 210, 2009, pages 21-32 (avec bibliographie).
- (sl) Fran Kocbek, Življenjepis Dr. Johannes Frischauf, 1907 - une biographie écrite par un autre grand pionnier du massif.
- (de) Johannes Frischauf, Die Sannthaler Alpen, Vienne, 1877 - « Les Alpes saviniennes ».